# Лерински манастир
Леринският манастир „Свети Августин“ (на гръцки: Αγίου Αυγουστίνου) е православен женски манастир в западномакедонския град Лерин (Флорина), Гърция, част от Леринската, Преспанска и Еордейска епархия на Вселенската патриаршия, под управлението на Църквата на Гърция.
Манастирът е основан в 1999 година от митрополит Августин Лерински и е посветен на свети Августин Блажени. Разположен е в северната част на града, до енорийската църква „Света Параскева“. Католиконът на манастира „Свети Августин“ е новопостроен.